# Eleccions legislatives búlgares de 2013
Les eleccions legislatives búlgares de 2013 es van celebrar a Bulgària el 12 de maig del 2013.

## Antecedents
Tot i que les eleccions estaven programades originalment per ser celebrades al juliol, van ser avançades per la dimissió del govern del Primer Ministre Boiko Boríssov, després de les àmplies protestes nacionals per causa de l'alça de preus de l'electricitat, el baix nivell de vida i la corrupció. El govern va dimitir l'endemà dels enfrontaments entre la policia i els manifestants que van comportar un vessament de sang i que un cert de nombre de civils quedessin greument ferits. Es va al·legar que alguns manifestants havien comès actes vandàlics contra la propietat pública i que havien actuar violentament contra la policia. Es va nomener un govern provisional el 13 de març del 2013 per part del president Rossen Plevneliev, per mantenir-se en funcions fins a les eleccions. El 28 de febrer, Plevneliev va anunciar que la data més primerenca possible per a l'elecció seria el 12 de maig.

## Resultats
Els cens electoral fou de 6.9 milions de votants. La votació va acabar a les 21:00. També hi va haver uns 250 observadors electorals internacionals. La participació va ser del 48%. El partit Ciutadans pel Desenvolupament Europeu de Bulgària, de l'ex-primer ministre Boiko Boríssov es va alçar amb la victòria, amb un 30,74% dels vots, seguit a poca distància (27,06%) per la Coalició per Bulgària. En tercer lloc es va situar el partit de la minoria turca Moviment pels Drets i les Llibertats, amb un 10,46% dels vots, mentre que els ultranacionalistes d'Atakka quedaven en quarta posició, amb un amb el 7,39% dels vots.
La insuficient victòria de Boríssov feia preveure una situació post-electoral complexa.
El Partit Socialista Búlgar de Plamen Oresharski va formar un govern de coalició amb el Moviment pels Drets i les Llibertats (DPS) amb la meitat dels escons al Parlament. El govern es va enfrontar a una sèrie de protestes que van començar el 14 de juny de 2013, en resposta a l'elecció de Delyan Peevski com a cap de l'agència de seguretat estatal búlgara i el 23 de juliol de 2014, el govern va presentar la seva dimissió. Després que cap partit volgués intentar formar un nou govern, el 6 d'agost es va establir un govern provisional liderat per Georgi Bliznashki i l'Assemblea Nacional es va dissoldre fixant eleccions per al 5 d'octubre.
| Partit                                                                    | Vots | %      | Escons | +/– |
| ------------------------------------------------------------------------- | ---- | ------ | ------ | --- |
| Ciutadans pel Desenvolupament Europeu de Bulgària                         |      | 30.74  | 98     | –19 |
| Coalició per Bulgària                                                     |      | 27.06  | 86     | +46 |
| Moviment pels Drets i les Llibertats                                      |      | 10.46  | 33     | –4  |
| Unió Nacional Atac                                                        |      | 7.39   | 23     | +2  |
| Front Nacional per a la Salvació de Bulgària                              |      | 3.75   | 0      | Nou |
| Moviment "Bulgària amb els ciutadans"                                     |      | 3.26   | 0      | Nou |
| Demòcrates per una Bulgària Forta                                         |      | 2.92   | 0      | –5  |
| Organització Revolucionària Interior Macedònia – Moviment Nacional Búlgar |      | 1.90   | 0      | Nou |
| Líder                                                                     |      | 1.76   | 0      | 0   |
| Ordre, Legalitat, Justícia                                                |      | 1.71   | 0      | –10 |
| Centre–Llibertat i Dignitat                                               |      | 1.53   | 0      | Nou |
| Unió de Forces Democràtiques                                              |      | 1.40   | 0      | –9  |
| La Veu del Poble                                                          |      | 1.35   | 0      | Nou |
| Partit Verd                                                               |      | 0.74   | 0      | 0   |
| Nova Alternativa                                                          |      | 0.53   | 0      | Nou |
| Orgullosa Bulgària                                                        |      | 0.46   | 0      | Nou |
| Iniciativa Civil Democràtica                                              |      | 0.44   | 0      | Nou |
| Llista Civil–Moderna Bulgària                                             |      | 0.41   | 0      | Nou |
| Aliança Liberal                                                           |      | 0.25   | 0      | Nou |
| Unió Popular Agrària Búlgara                                              |      | 0.23   | 0      | 0   |
| Partit de les Dones Búlgares                                              |      | 0.19   | 0      | Nou |
| Partit de la Unitat Popular                                               |      | 0.18   | 0      | Nou |
| Esquerra Búlgara                                                          |      | 0.17   | 0      | 0   |
| Unió dels Comunistes de Bulgària                                          |      | 0.17   | 0      | Nou |
| Primavera Búlgara                                                         |      | 0.11   | 0      | Nou |
| Partit Cristià                                                            |      | 0.11   | 0      | Nou |
| Mitjana Europea                                                           |      | 0.10   | 0      | Nou |
| Alternativa Democràtica per a la Unificació Nacional                      |      | 0.10   | 0      | Nou |
| Partit Democràtic Nacional                                                |      | 0.10   | 0      | Nou |
| Unitat Patriòtica Nacional                                                |      | 0.10   | 0      | Nou |
| Partit Democràtic                                                         |      | 0.09   | 0      | Nou |
| Causa Bulgària                                                            |      | 0.07   | 0      | Nou |
| L'altra Bulgària                                                          |      | 0.07   | 0      | 0   |
| Moviment Unitat Nacional                                                  |      | 0.06   | 0      | Nou |
| Unió Social Cristiana                                                     |      | 0.05   | 0      | Nou |
| Partit Social Demòcrata                                                   |      | 0.04   | 0      | 0   |
| Vots nuls/en blanc                                                        |      | –      | –      | –   |
| Total                                                                     |      | 100    | 240    | 0   |
| Votants registrats/participació                                           |      | 51.33% | –      | –   |
| Font: Comissió Electoral Central                                          |      |        |        |     |